# Lisa Smit
Pour les articles homonymes, voir Lisa et Smit.
Lisa Smit est une actrice néerlandaise née le 26 octobre 1993 à Amsterdam.

## Filmographie
- 2005 : Burgers/Reizigers (téléfilm) : Meisje
- 2005 : Gezocht: Man (téléfilm) : Lisa
- 2005 : Liefs uit de Linnaeusstraat (court métrage) : Linda
- 2005 : The Niggaz of LaRouge : Nina
- 2005 : Gruesome School Trip (De griezelbus) : Liselore
- 2006 : Tyger (court métrage) : Veronique
- 2006 : Boks (série télévisée) : Marjolein
- 2006 : Absolutely Positive (court métrage) : une élève
- 2007 : Willemspark (série télévisée) : Annabel Schaeffer / Annabel van Haaften
- 2007 : Onzichtbaar (court métrage) : Sterre
- 2007 : Los (court métrage) : Lieke
- 2007 : Ebony (court métrage) : Kimberly
- 2008 : TBS : Tessa
- 2010 : Shocking Blue : Manou
- 2010 : Zwart water : Karen (voix)
- 2010 : We gaan nog niet naar huis (série télévisée) : Boukje
- 2011 : Yana (court métrage) : Yana
- 2010-2011 : Flikken Maastricht (série télévisée) : Loretta Verstegen
- 2011 : Bluf : Debby
- 2011 : No Credit No Life (court métrage) : Floortje
- 2011 : Lena : Hanneke
- 2011 : Mijn Marko (téléfilm) : Esmee
- 2011 : Skins in de polder (court métrage) : Cheryl
- 2011 : De Ark (court métrage) : Sara Willemse
- 2012 : Skincree (court métrage) : la fille
- 2013 : Quellen des Lebens : Laura Werner
- 2013 : De meisjes van Thijs (série télévisée) : Romy
- 2013 : Max En Billy's Drill Machine Girl (série télévisée) : Sarah
- 2013 : Zusjes (série télévisée) : Noor van Ruizendaal
- 2014 : Kenau : Gertruide
- 2014 : De Laatste Dag van de Zomer (court métrage) : Felice
- 2014 : Forever After (court métrage) : Sara
- 2014 : Zomer : Carlijn
- 2014 : De liefde van mijn leven (téléfilm) : Tess jeune
- 2014 : Guys Night (court métrage) : Sonja
- 2015 : Danni Lowinski (série télévisée) : Marianne Heijmans
- 2015 : Safa Liron: Torn (court métrage) : la fille
- 2012-2016 : Dokter Deen (série télévisée) : Wendy van Buren
- 2016 : Project Orpheus (série télévisée) : Daniëlle 'Daan' Veldhoven
- 2016 : Het blauwe uur (court métrage) : Benthe